# شین (بازیگر پورنوگرافی)
شین (انگلیسی: Shane؛ زاده ۱۶ دسامبر ۱۹۶۹) بازیگر پورنوگرافی اهل ایالات متحده آمریکا است.